# Ioan Emil Costinescu
Ioan Emil Costinescu (n. 28 noiembrie 1871 – d. 21 noiembrie 1951, Mănăstirea Văcărești, București, România) a fost un medic, industriaș și om politic român,  membru important al Partidului Liberal. A fost primar al Bucureștiului în anii 1923-1926 si 1927-1928. De asemenea a fost de mai multe ori membru al guvernului României, ca ministru al muncii, al sănătătii și ocrotirilor sociale și al industriei și comerțului. 
În 1934-1947 a fost președintele Societății Naționale de Cruce Roșie din România.

## Biografie
Ioan Emil Costinescu a fost fiul cel mai mare dintre cei cinci copii comuni ai economistului, politicianului și omului de afaceri Emil Costinescu (1844-1921) și al Johannei Burghardt (1849-1921). 
A studiat medicina la București și la Paris. În 1914 a fost ales prima dată ca deputat din partea Partidului Național Liberal. 
La vârsta de 52 ani a fost ales primar al Bucureștiului, funcție pe care a îndeplinit-o între aprilie 1923 - aprilie 1926 și între 16 iulie 1927 - decembrie 1928. Ca primar, Costinescu a avut un rol important în electrificarea orașului și dezvoltarea rețelei de tramvaie electrice.
De asemenea a fost implicat în numeroase lucrări de lărgire și organizare a capitalei, inclusiv lărgirea Parcului Cișmigiu, organizarea Oborului, construirea șoselei București-Pantelimon, astuparea Gropii lui Ouatu, construirea cartierelor Andronache și Balta Albă, deschiderea Bulevardului Brătianu, etc.
A fost ministru în mai multe rânduri, de trei ori aflându-se în fruntea Ministerului Sănătății. Costinescu a fost ulterior în trei rânduri ministru al muncii, sănătății și ocrotirilor sociale (26 februarie 1934-23 septembrie 1935, 29 august 1936-28 decembrie 1937, 10 februarie-30 martie 1938), ministru al industriei și comerțului (1 august 1935 - 29 august 1936).
De numele lui Costinescu se leagă înființarea Institutului de Igienă și Sănătate Publică din București 
La  14 octombrie 1935 a inaugurat  Spitalul din Piatra Neamț.
Costinescu a mai fost director la Banca Generală și la Societatea Asigurărilor Naționale, președintele Consiliului de Administrație al Întreprinderilor Emil Costinescu.  Între 1934-1947 a fost președinte al Societății Naționale de Cruce Roșie din România. 
În timpul regimului comunist, în 1949 a fost arestat și condamnat la închisoare și a murit în 1951 în închisoarea Văcărești (după alte surse la închisoarea Sighet), cu puțin înainte de a împlini 80 ani.

### Viața privată
Sora sa, Alexandrina Costinescu, a fost soția lui Dinu Brătianu, care a fost prieten apropiat al lui Costinescu.